# 12788 Shigeno
12788 Shigeno eller 1995 SZ3 är en asteroid i huvudbältet som upptäcktes den 22 september 1995 av den japanske amatörastronomen Tomimaru Okuni vid Nanyō-observatoriet. Den är uppkallad efter amatörastronomen Toramatsu Shigeno.
Asteroiden har en diameter på ungefär 6 kilometer.